# ۹۶ (فیلم)
۹۶ (به تامیلی: 96) فیلمی محصول سال ۲۰۱۸ و به کارگردانی سی. پریمکومار است. در این فیلم بازیگرانی همچون ویجی ستوپاتی، تریشا، دوادارشینی و وارشا بولامما ایفای نقش کرده‌اند.